# بيهان ساران
بيهان ساران (بالتركية: Beyhan Saran)‏ (إسمها الحقيقي بيهان هورول) ممثلة مسرحية، وسينمائية وممثلة مسلسلات تلفزيونية وأيضاً ممثلة دبلجة.
ولدت بيهان ساران في مدينة كارس. بدأت بيهان ساران حياتها الفنية في مسارح الأطفال وذلك في أواخر عام 1960. وشغلت بيهان ساران منصباً في مسرح الدولة بأنقرة لفترة من الوقت. وفي عام 1977 وقفت بيهان ساران أمام الكاميرا ومثلت لأول مرة في فيلم تلفزيوني. وتعد الفنانة بيهان ساران زوجة بايكال ساران وهي والدة علي هورول وقد مثلت في المسلسلات التلفزيونية بإستمرار. وقد أشُتهرت بيهان ساران بمسلسلات مثل «قواعد منزلنا وهوانم فيرهوندا». وقد قامت بالدبلجة في مختلف المشاريع.

## جوائزها
- الجائزة الخاصة بنساء سيريزلي عاشقينر في جوائز مسرح عفيفة الثاني عشر
- جائزة فنان المسرح لإستمرار الأداء الناجح في قسم المسرح على مدار حياتها لعام 2008[2]

## المسرحياتالتي مثلتها
- الأم (مسرحية): كاريل تشابيك – مسرح الدولة بأنقرة – 1996
- ملحمة القوى الوطنية: ناظم حكمت – مسرح الدولة بأنقرة – 1995
- خلق الإنسان: نجيب فاضل كيساكوريك – مسرح الدولة بأنقرة – 1993
- سكولو: يلماز كاراكأوينلو – مسرح الدولة بأنقرة – 1989
- الآنسة هيلسينكا: جيورجاس أستولاس – مسرح الدولة بأنقرة – 1987
- قدح من الحلية: تينيسي ويليامز – مسرح الدولة بأنقرة – 1985
- أيضاَ كالأمس: لوليه بيلون – مسرح الدولة بأنقرة – 1982
- سوزاكو الشارع الأحمر: أردوغان أيتكين – مسرح الدولة بأنقرة – 1979
- أطفال الشمس: مكسيم غوركي – مسرح الدولة بأنقرة – 1978
- رجال النظام: فاضل حياتي تشورباجي أوغلو – مسرح الدولة بأنقرة – 1976
- باس باس (مسرحية): إيون بايشيو – مسرح الدولة بأنقرة – 1975
- لا شئ في الحسبان: نيكولاي أوستروفسكيل – مسرح الدولة بأنقرة – 1973
- باتاك (مسرحية): غاليب جوران – مسرح الدولة بأنقرة – 1971
- Ecinliler : فيودور دوستويفسكي \ ألبيرت جاموس – مسرح الدولة بأنقرة – 1966
- يناير (مسرحية): تورجوت أوزاكمان – مسرح الدولة بأنقرة – 1961
- القماش الكتاني: تورجوت أوزاكمان – مسرح الدولة بأنقرة – 1960
- ديفيد شقيقي التوأم: وزجر ماك دوغال \ تيد ألان– مسرح الدولة بأنقرة – 1960
- الملك لير: وليم شكسبير – مسرح الدولة بأنقرة – 1958
- دكتور الفلسفة: برانيسلاف نوسيك – مسرح الدولة بأنقرة – 1959
- المجد للصين: فرانسو بيلتدوكس – مسرح الدولة بأنقرة – 1959

## فيلموغرافي

### مسيرتهاالفنية
- مصطفى – 2008 (دبلجة)
- قواعد منزلنا – 2008
- طار عصفور من الفتحة – 2003
- قواعد منزلنا – 2000
- هوانم فيرهوندا – 1993 \ 1999
- آه يا أمي – 1989
- كوخ زجاجي – 1977

## وصلات خارجية
- بيهان ساران على موقع IMDb (الإنجليزية)

- بيهان ساران في قاعدة البيانات على الإنترنت
- بيهان ساران في السينما التركية [التركية]